# 小行星5512
小行星5512（英語：5512）是一颗围绕太阳公转的小行星。1988年11月10日，T. Hioki、川里信弘在奥多摩町发现了此天体。
这颗小行星的绝对星等为264.12257等。